# Karen Anderson (lekkoatletka)
Karen Linnea Anderson, po mężu Oldham (ur. 3 kwietnia 1938 w Denver) – amerykańska lekkoatletka specjalizująca się w rzucie oszczepem, mistrzyni igrzysk panamerykańskich i dwukrotna olimpijka.

## Życiorys
Zwyciężyła w rzucie oszczepem na igrzyskach panamerykańskich w 1955 w Meksyku. Zajęła w tej konkurencji 8. miejsce na igrzyskach olimpijskich w 1956 w Melbourne i 13. miejsce na igrzyskach olimpijskich w 1960 w Rzymie.
Była mistrzynią Stanów Zjednoczonych w rzucie oszczepem w latach 1954–1956.
Czterokrotnie poprawiała rekord USA w rzucie oszczepem do wyniku 50,62 m uzyskanego 1 września 1960 w Rzymie. Był to najlepszy wynik w jej karierze.